# Fantômette (bande dessinée)
Fantômette est une série de bande dessinée jeunesse, scénarios de Georges Chaulet d'après sa série de romans, dessins de François Craenhals (pour les trois premiers tomes) et Endry (pour le dernier).

## Albums
1. Fantômette se déchaîne, Dessins par François Craenhals. Hachette, mai 1982  (ISBN 2-01-008210-9) Une édition portugaise de ce titre parait chez Edinter, octobre 1983. (Fantômette liberta-se)
2. Fantomette livre bataille,Dessins par François Craenhals. Hachette, septembre 1982  (ISBN 2-01-008481-0) Une édition portugaise de ce titre parait chez Edinter, octobre 1983. (Fantômette volta à luta)
3. Fantômette risque tout, Dessins par François Craenhals. Hachette, mars 1983  (ISBN 2-01-008937-5)
4. Fantômette fend les flots, Dessins par Endry. Hachette, janvier 1985  (ISBN 2-7333-0168-3)

## Autour de la série
- François Craenhals et  Georges Chaulet sont également les auteurs de la série Les 4 As.